# Montes Spitzbergen

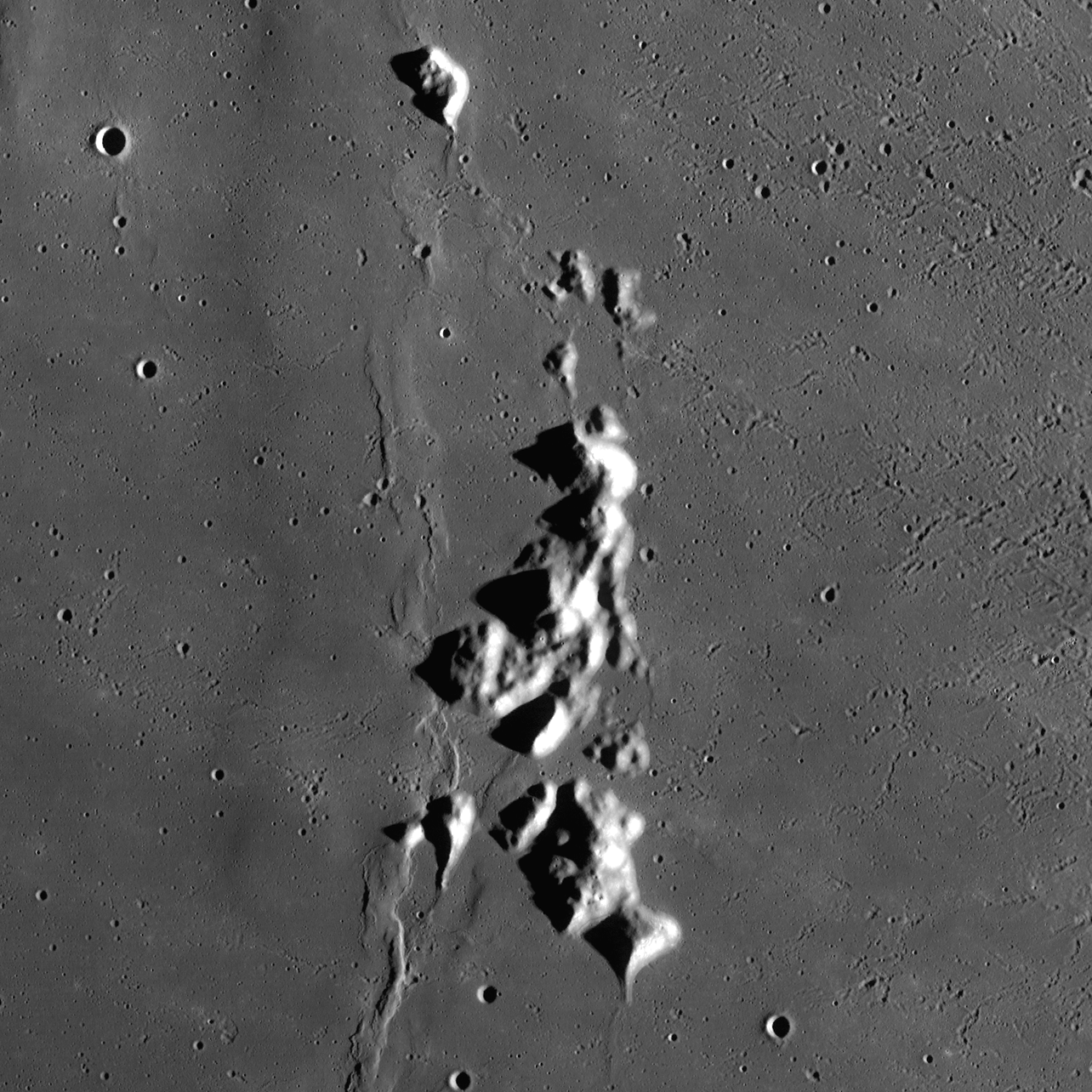
Montes Spitzbergen.

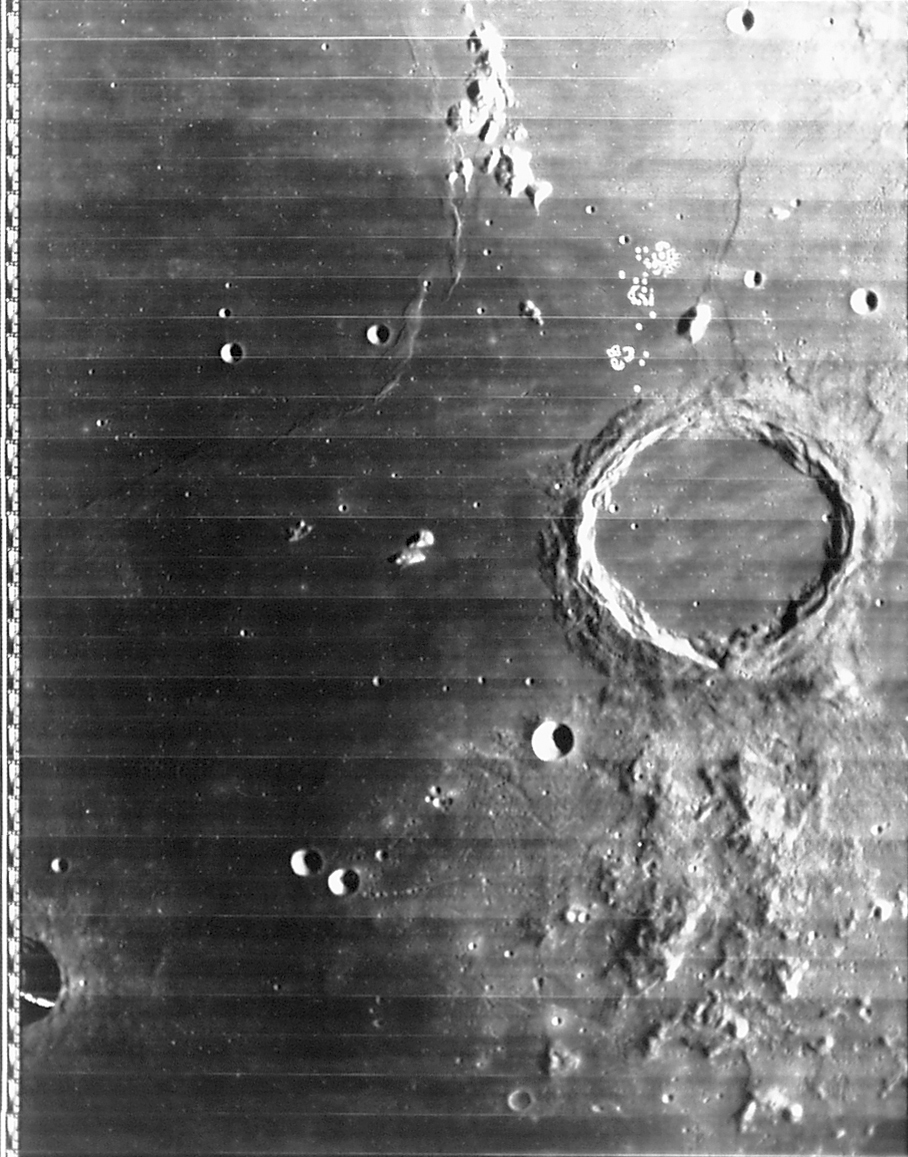
Montes Spitzbergen (nahoře).

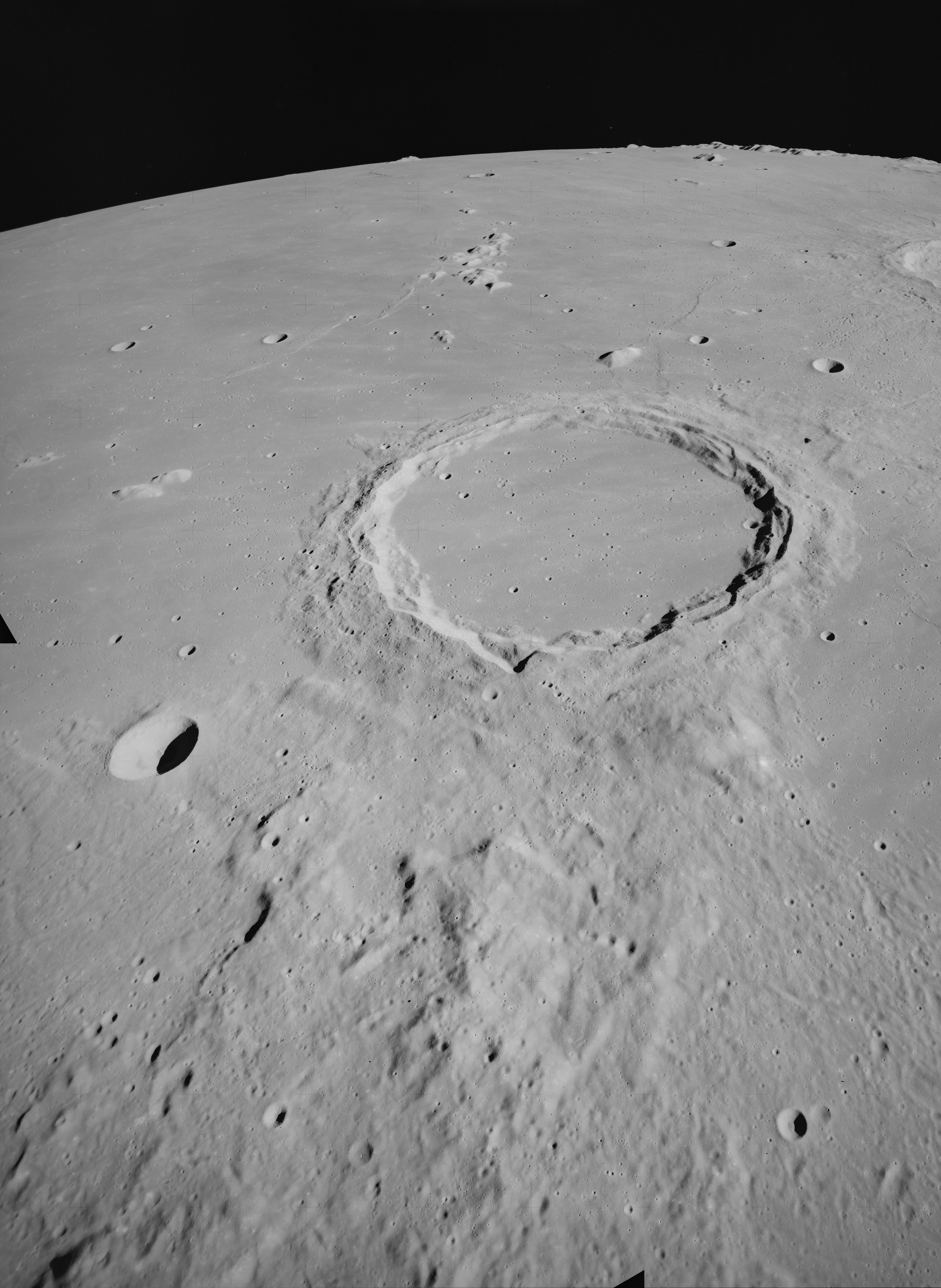
Kráter Archimedes z kosmické lodi Apollo 15, fotografie NASA. Dole pod ním je pohoří Montes Archimedes, Montes Spitzbergen je malá skupina vrcholků severně od kráteru.

Montes Spitzbergen (česky Špicberky) je nevelké pohoří severně od výrazného kráteru Archimedes ve východní části Mare Imbrium (Moře dešťů) na přivrácené straně Měsíce. Je dlouhé přibližně 60 km a výška vrcholů dosahuje 1 500 m. Střední selenografické souřadnice jsou 34,5° S, 5,2° Z. Montes Spitzbergen bylo pojmenováno anglickou astronomkou Mary A. Blaggovou podle souostroví Špicberky, jemuž se tvarově podobá.
Východně leží v oblasti zvané Sinus Lunicus (Záliv Luny) kráter Aristillus, jihovýchodně Autolycus. Montes Spitzbergen tvoří společně s pohořími Montes Recti, Montes Teneriffe a horou Mons Pico trosky vnitřního valu kotliny Mare Imbrium.